# Deutsch-Amerikanische Freundschaft
D.A.F. o Deutsch-Amerikanische Freundschaft ("Amicizia Tedesco-Americana") sono stati un gruppo di musica elettronica esponente di punta della Neue Deutsche Welle tedesca, nella fattispecie inventori della Electronic Body Music, originario di Düsseldorf. La loro musica deve molto ai seminali Kraftwerk, le cui sonorità vengono reinterpretate con lo spirito oppressivo di gruppi post-punk come Killing Joke e Siouxsie and the Banshees.

## Storia
I D.A.F. si formarono nel 1978 per volere del pianista Robert Görl, influenzato dall'opera di Béla Bartók, che si sarebbe occupato di batteria e sintetizzatori e del cantante spagnolo dai trascorsi punk Gabriel "Gabi" Delgado-López. Per breve tempo ruotarono attorno al duo anche il chitarrista Wolfgang Spelmans, il bassista Michael Kemner e il bassista/tastierista/sassofonista Chrislo Haas, morto nell'ottobre del 2004. Dopo aver fatto uscire nella sola Germania il loro primo LP Ein Produkt der Deutsch-Amerikanischen Freundschaft, composto di 22 tracce strumentali, la formazione si stabilì a Londra dove ebbe modo di esibirsi al noto Marquee Club e di firmare un contratto con l'etichetta indipendente Mute.
Pubblicarono il singolo Kebab-Träume che con un arrangiamento lievemente diverso verrà riproposta nel successivo Für Immer. Dopo aver pubblicato il loro secondo album Die Kleinen und die Bösen, il duo riuscì ad aggiudicarsi un contratto con la Virgin, per la quale pubblicarono Alles ist gut. Con il successivo Für Immer si ebbe un calo di motivazione dovuto allo scarso successo commerciale che portò i due allo scioglimento e alla successiva riunione che nel 1986 portò a 1st Step to Heaven. La formazione si sciolse nuovamente, ma già dopo qualche anno si incominciò a parlare di un loro ricongiungimento, concretizzatosi però solo nel 2003. Dopo essersi riuniti nel 2003 con conseguente album, il duo continuò la sua carriera per altri 17 anni esclusivamente con tour in giro per il mondo, senza rilasciare ulteriori album o materiale inedito. Il cammino dei D.A.F. si interrompe definitivamente nel 2020 in seguito alla morte di Delgado.

## Poetica e politica
Il loro nome per esteso prende spunto dalla Gesellschaft für Deutsch-Sowjetische Freundschaft (Società per l'amicizia tedesco-sovietica), un'organizzazione della RDT, mentre il loro nome sotto forma di sigla si richiama alla RAF. Vi sono state voci secondo cui il loro nome derivasse in realtà dal Deutsche Arbeitsfront, sindacato del regime nazista. A giudicare dalla loro vena ironica e dai loro commenti quest'ultima ipotesi non pare molto plausibile.
Una delle loro canzoni più famose è Der Mussolini, il cui testo dice "Alzati/batti le tue mani/scuoti i tuoi fianchi/danza il Mussolini/danza l'Adolf Hitler/muovi il tuo culo/danza il Gesù Cristo/danza il comunismo". Secondo alcune interviste i loro testi non avevano delle vere e proprie ambizioni politiche, benché alcuni giornalisti li avessero scambiati per neo-nazisti, ma solo l'intento di motteggiare la realtà tramite surreali stravolgimenti di frasi e concetti figuranti sui media. Invece ebbero una chiara presa di posizione nel 2003 con il singolo Der Sheriff, dura critica alla guerra in Iraq voluta da George W. Bush.

## Curiosità
- L'album Alles ist gut ha ricevuto il premio "Schallplattenpreis" assegnato dalla "Deutsche Phono-Akademie", associazione dell'industria discografica tedesca.
- Il verso "Wir sind die Türken von Morgen" ("Noi siamo i turchi di domani"), che conclude la canzone Kebabträume ("Sogni di kebab") è stato ripreso dai CCCP - Fedeli alla linea nella canzone Punk Islam. Inoltre durante i loro concerti veniva occasionalmente suonata l'intera Kebabträume. Giovanni Lindo Ferretti e Massimo Zamboni ebbero modo di conoscere la musica dei D.A.F. durante il loro soggiorno berlinese; da qui l'idea di omaggiarli.
- Nel video di Der Sheriff, nonostante la professata amicizia tedesco-americana, viene fabbricata una bomba molotov proprio con la bandiera degli Stati Uniti.

## Discografia

### Album
- 1979 - Ein Produkt der Deutsch-Amerikanischen Freundschaft, LP (Ata Tak)
- 1980 - Die Kleinen und die Bösen, LP (Mute Records)
- 1981 - Alles ist gut, LP (Virgin Records (UK))
- 1981 - Gold und Liebe, LP (Virgin Records (UK))
- 1982 - Für Immer, LP (Virgin Schallplatten GmbH)
- 1986 - 1st Step to Heaven, LP (Dean Records (2), Ariola Eurodisc GmbH)
- 2003 - Fünfzehn neue D.A.F-Lieder (Superstar Recordings)

### Singoli
- Kebab-Träume / Gewalt, 7" (Mute Records)
- Goldenes Spielzeug, 12" (Virgin Records (UK))
- Sex unter Wasser, 7" (Virgin Records (UK))
- Der Mussolini, 7" (Virgin Schallplatten GmbH)
- Der Räuber und der Prinz / Tanz mit mir, 7" (Mute Records)
- Liebe auf den ersten Blick, 7" (Virgin Schallplatten GmbH)
- Der Mussolini, 12" (Virgin Records (UK))
- Alles ist gut, LP (Virgin Schallplatten GmbH)
- Kebab-Träume, 12" (Virgin Schallplatten GmbH)
- Kebab-Träume, 7" (Virgin Schallplatten GmbH)
- Verlieb' Dich in mich / Ein bisschen Krieg, 12" (Virgin Records (UK))
- Absolute Body Control, 12" (Illuminated Records)
- Brothers, 7" (Illuminated Records)
- Brothers, 12" (Illuminated Records)
- 1st Step to Heaven, LP (Ariola)
- 1st Step to Heaven, CD (Ariola)
- Der Mussolini / Der Räuber und der Prinz, 12" (Virgin Schallplatten GmbH)
- D.A.F., LP (Virgin Records (UK))
- Liebe auf den ersten Blick '88 Remix, 12" (Virgin Schallplatten GmbH)
- D.A.F., CD (Virgin Schallplatten GmbH)
- Verschwende deine Jugend / El Que, 12" (Virgin Schallplatten GmbH)
- Der Mussolini, 12" (The Grey Area)
- Der Sheriff (Anti-Amerikanisches Lied), CD5" (Superstar Recordings)
- Der Sheriff (Anti-Amerikanisches Lied), CD5" (541)
- Der Räuber und der Prinz (DUPLICATE), 7" (Mute Records)
- Du Bist, CD (self-released)